# Ajuala

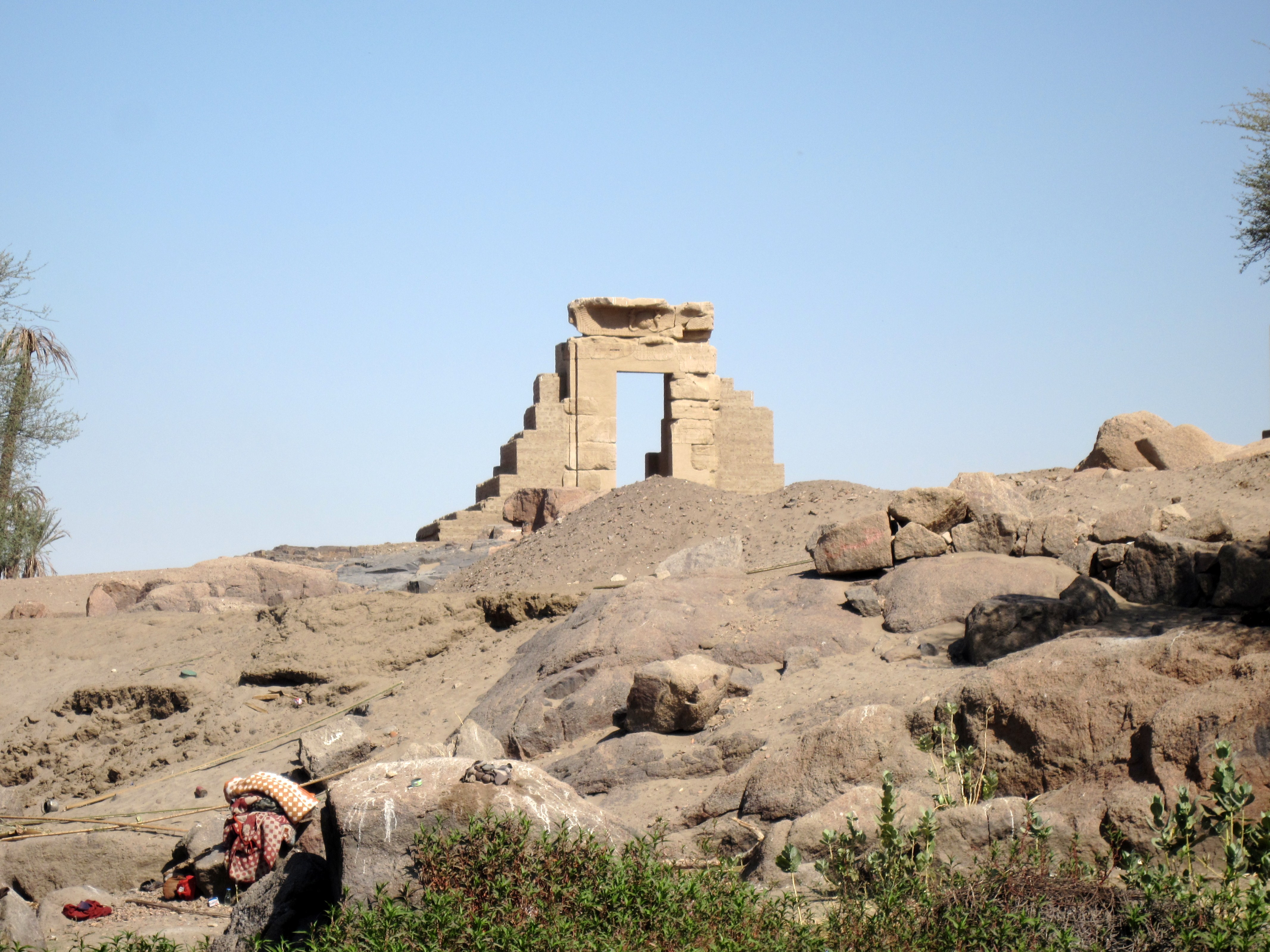
Tor von Ajuala auf der Insel Elephantine in Assuan.

Ajuala war ein Ort im heutigen Ägypten in Unternubien und ist die moderne Bezeichnung für das antike Paptoulis. Der Ort lag etwa sieben Kilometer südlich von Kalabscha und ist heute im Nassersee versunken. In Ajuala befand sich ein Tempel des Gottes Mandulis aus ptolemäisch-römischer Zeit. Daneben wurden auch die Götter Horus, Isis und Osiris verehrt. Beim Tempel fand man ein Stelen-Fragment von Ptolemaios VI. Philometor.